# Epimecia ustulata
Epimecia ustulata är en fjärilsart som beskrevs av Jean Baptiste Boisduval 1836. Epimecia ustulata ingår i släktet Epimecia och familjen nattflyn. Inga underarter finns listade i Catalogue of Life.